# 無境之獸
《無境之獸》（英語：Beasts of No Nation）是一部2015年凱瑞·福永编剧、执导和拍摄的美国战争剧情片，改编自2005年出版的由尼日利亚裔美国籍作家乌佐丁玛·伊维拉（Uzodinma Iweala）所写的同名小说。伊卓瑞斯·艾巴、阿巴漢·阿塔、Ama K. Abebrese、Grace Nortey、David Dontoh和Opeyemi Fagbohungbe主演。影片入选第72届威尼斯影展主竞赛片，男主角Abraham Attah赢得最佳新演员奖。它也进入2015年多伦多影展特别展映单元。2015年10月16日美国有限上映。

## 剧情
小男孩阿古的家人在战争中丧生，于是他一个人逃进深山老林，并遇上一群游击队。游击队首领是一个凶狠粗暴的指挥官，他带领一群士兵四处征战报仇杀戮。为了活命，阿古加入游击队并渐渐被训练成一个杀人机器。

## 角色
- 阿巴漢·阿塔 - Agu
- 伊卓瑞斯·艾巴 - 游击队指挥官
- Ama K. Abebrese - 母亲
- Kobina Amissa-Sam - 父亲
- Emmanuel Nii Adom Quaye - Strika
- Grace Nortey - 老女巫
- David Dontoh - 语言学家
- Opeyemi Fagbohungbe - Sergeant Gaz[8]

## 制作
2014年6月5日，影片在加纳取景开拍。小男孩阿塔哈是名加纳人。由于当地环境恶劣，导演凱瑞·福永在六个月的拍摄中染上了寄生虫病，导致他本人消瘦了20斤；而男主角伊德里斯·艾尔巴差点摔下悬崖，摄影师在拍摄过程中脚部受伤。

## 反响
烂番茄新鲜度90%，Metacritic上媒体综评79分，获得广泛好评，影片被认为真实残酷、发人深省。